# Franz Swoboda
Franz Swoboda (1933. február 15. – 2017. július 27.) osztrák labdarúgóhátvéd.
Az osztrák válogatott tagjaként részt vett az 1958-as labdarúgó-világbajnokságon.